# Municipio de Hilburn
El municipio de Hilburn (en inglés: Hilburn Township) es un municipio ubicado en el condado de Madison en el estado estadounidense de Arkansas. En el año 2010 tenía una población de 310 habitantes y una densidad poblacional de 6,32 personas por km².

## Geografía
El municipio de Hilburn se encuentra ubicado en las coordenadas 35°47′51″N 93°45′37″O / 35.79750, -93.76028. Según la Oficina del Censo de los Estados Unidos, el municipio tiene una superficie total de 49.06 km², de la cual 48,99 km² corresponden a tierra firme y (0,15 %) 0,07 km² es agua.

## Demografía
Según el censo de 2010, había 310 personas residiendo en el municipio de Hilburn. La densidad de población era de 6,32 hab./km². De los 310 habitantes, el municipio de Hilburn estaba compuesto por el 97,1 % blancos, el 0,32 % eran amerindios, el 1,29 % eran de otras razas y el 1,29 % eran de una mezcla de razas. Del total de la población el 1,61 % eran hispanos o latinos de cualquier raza.